# Morinda decipiens
Morinda decipiens är en måreväxtart som beskrevs av Rudolf Schlechter. Morinda decipiens ingår i släktet Morinda och familjen måreväxter. Inga underarter finns listade i Catalogue of Life.